# Referendum in Estonia del 1923
Il referendum in Estonia del 1923 si svolse tra il 17 e il 19 febbraio 1923 sul ripristino dell'istruzione religiosa volontaria nelle scuole statali. Fu approvato col 71,9% dei voti, con un'affluenza del 66,2%.

## Contesto storico
La Repubblica d'Estonia dichiarò la sua sovranità statale nel 1918, approvando nel dicembre 1920 una Costituzione democratica che poneva al centro del sistema politico il governo parlamentare. Inoltre, il popolo aveva l'opportunità di partecipare alla legislazione mediante referendum. La Costituzione estone garantiva inoltre ampia libertà di religione; allo stesso tempo, prevedeva una rigida separazione tra Stato e Chiesa, in contrasto con la Finlandia, che divenne indipendente nel 1917 e optò per un modello di chiesa di stato.
La maggior parte dei partiti politici in Estonia rifiutò categoricamente l'educazione religiosa nelle scuole pubbliche. La legge sulla scuola primaria (algkooli seadus) adottata il 2 maggio 1920, nella sua sezione 2, vietava espressamente alle autorità scolastiche di intraprendere la materia di studi religiosi.
Il 5 gennaio 1921 il Partito Democratico Cristiano (KDP) si unì alle assemblee agrarie di Konstantin Päts, guidate dal governo, e ricevette il portafoglio del ministero dell'Istruzione. L'anno successivo il KDP provocò una spaccatura nel governo, introducendo un disegno di legge per fornire educazione religiosa nelle scuole pubbliche, finanziata dallo stato. Sebbene la proposta fosse stata respinta dal Riigikogu, il partito impose l'indizione di un referendum sulla questione all'inizio del 1923.

## Conseguenze
Poiché il referendum aveva approvato la politica del governo, questo fu considerato un voto di sfiducia nei confronti del parlamento. Il Riigikogu è stato successivamente sciolto e sono state indette nuove elezioni.

## Risultati
| Sì              | 328 369 | 71,56 |  |  |  |  |  |  |
| No              | 130 476 | 28,44 |  |  |  |  |  |  |
| Totale          | 458 845 | 100   |  |  |  |  |  |  |
|                 |         |       |  |  |  |  |  |  |
| Voti non validi | 2 160   | 0,47  |  |  |  |  |  |  |
| Votanti         | 461 005 |       |  |  |  |  |  |  |

- Il dato dei votanti deriva dalla sommatoria tra voti validi e invalidi come risultanti dalla proclamazione dell'esito referendario, benché divergente dal riepilogo per suddivisione che figura nel prospetto dei risultati medesimi (ove sono indicati 452.657 votanti, cui si aggiungono 1.511 appartenenti alle forze armate).